# Bobby Green
King Ray Green (9 de septiembre de 1986, San Bernardino, California, Estados Unidos) es un artista marcial mixto profesional estadounidense que compite actualmente en la división de peso ligero de Ultimate Fighting Championship (UFC), donde desde el 15 de abril del 2024 se encuentra en el ranking #15 de la división de peso ligero. Green, que compite profesionalmente desde 2008, es el antiguo campeón de peso ligero y peso wélter júnior de King of the Cage, y además ha competido en Tachi Palace Fights, Strikeforce y Affliction. Green también hizo una aparición en el reality show de MTV/MTV2 Bully Beatdown.

## Antecedentes
Green nació en San Bernardino, California, y se convirtió en hijo adoptivo cuando tenía cinco años, ya que su padre estaba encarcelado y su madre no podía hacerse cargo de sus hijos debido a una adicción a las drogas. Green comenzó a practicar la lucha libre en su segundo año en el instituto A.B. Miller de Fontana, California, y se clasificó dos veces en el torneo estatal. Green comenzó a hacer carrera en las artes marciales mixtas profesionales mientras trabajaba en un almacén para ayudar a mantener a su hijo.

## Carrera en las artes marciales mixtas

### Carrera temprana
Green hizo su debut profesional en las artes marciales mixtas en enero de 2008, y rápidamente acumuló un récord de 8-1 mientras luchaba en eventos independientes.
Green llamó la atención de Affliction Entertainment y luchó en su segunda (y última) tarjeta Day of Reckoning. Perdió ante Dan Lauzon por sumisión en el primer asalto. A Green se le descontaron dos puntos en el primer asalto, en lo que Sherdog ha calificado como uno de los combates más sucios de los últimos tiempos.
Tras la derrota, Green comenzó una exitosa carrera en la promoción King of the Cage. El 25 de febrero de 2010, Green derrotó a Ricky Legere por TKO en la primera ronda para ganar el campeonato de peso wélter júnior de King of the Cage en el KOTC Arrival en el Casino San Manuel en Highland, California. Finalmente defendió el título una vez antes de perderlo ante Tim Means. El 21 de abril, Green derrotó a Dom O'Grady por decisión unánime para ganar el Campeonato de Peso Ligero de King of the Cage.

### Strikeforce
El 14 de julio de 2011, se anunció que Green había firmado un acuerdo de cuatro peleas con Strikeforce. Originalmente se anunció que Green debutaría contra Milton Vieira en Strikeforce Challengers: Gurgel vs. Duarte. Sin embargo, el 19 de julio se anunció que sustituiría a Lyle Beerbohm contra Gesias Cavalcante en Strikeforce: Fedor vs. Henderson. La pelea fue muy reñida, pero Green perdió el combate por una estrecha decisión dividida.
Su siguiente combate fue contra Charon Spain en Strikeforce Challengers: Larkin vs. Rossborough. Green ganó el combate por sumisión (estrangulamiento del brazo) en el segundo asalto, pero está fuera de combate indefinidamente debido a las lesiones de la mano izquierda y la derecha.
Green tenía previsto enfrentarse a Isaac Vallie-Flagg en Strikeforce Challengers: Britt vs. Sayers. Sin embargo, Vallie-Flagg se vio obligado a abandonar el combate por una lesión y fue sustituido por J.P. Reese. Ganó el combate por sumisión en el tercer asalto.
El 19 de mayo de 2012, Green se enfrentó a James Terry en Strikeforce: Barnett vs. Cormier donde ganó por decisión dividida (28-29, 29-28, 29-28).
Green se enfrentó a Matt Ricehouse el 18 de agosto de 2012 en Strikeforce: Rousey vs. Kaufman y ganó la pelea por decisión unánime.

### Ultimate Fighting Championship
Green derrotó a Jacob Volkmann el 2 de febrero de 2013 en UFC 156 por sumisión de estrangulamiento por detrás en el tercer asalto. Tras una acción de ida y vuelta en los dos primeros asaltos, Green hizo gala de una gran capacidad de agarre, contrarrestando los intentos de Volkmann y terminando con el estrangulamiento después de un feroz combate de fondo, que obligó a Volkmann a ceder la espalda. Esta actuación le valió a Green los honores de "Sumisión de la noche".
Se esperaba que Green se enfrentara a Danny Castillo el 27 de julio de 2013 en UFC on Fox: Johnson vs. Moraga. Sin embargo, a mediados de julio, Green se retiró del combate alegando una lesión y fue sustituido por Tim Means.
Green se enfrentó a James Krause el 6 de noviembre de 2013 en UFC: Fight for the Troops 3. El combate terminó de forma inusual, ya que Green había pateado previamente a Krause en la zona de la ingle en dos ocasiones, lo que supuso una deducción de un punto. A continuación, Green asestó un golpe en la línea del cinturón de Krause, que hizo que éste cayera a la lona. El árbitro John McCarthy declaró que se trataba de un golpe legal y concedió a Green la victoria por TKO.
Green volvió rápidamente al octágono sustituyendo al lesionado Jamie Varner contra Pat Healy en UFC on Fox: Johnson vs. Benavidez 2. Ganó la pelea por decisión unánime.
Se esperaba que Green se enfrentara a Abel Trujillo el 1 de febrero de 2014 en UFC 169. Sin embargo, Green se retiró por razones no reveladas y fue sustituido por Jamie Varner.
Se esperaba que Green se enfrentara a Jim Miller el 26 de abril de 2014 en UFC 172. Sin embargo, en la semana previa al evento, Green se retiró del combate alegando otra lesión y fue sustituido por Yancy Medeiros.
El combate con Trujillo fue reprogramado para el 2 de agosto de 2014 en el UFC 176. Sin embargo, tras la cancelación del UFC 176, Green/Trujillo fue reprogramado y se esperaba que tuviera lugar el 16 de agosto de 2014 en el UFC Fight Night: Bader vs. Saint Preux. Posteriormente, Green fue retirado de esta pelea el 11 de julio a favor de un enfrentamiento con Josh Thomson ya que Green sustituyó a Michael Johnson el 26 de julio de 2014 en UFC on Fox: Lawler vs. Brown. Green ganó el combate por decisión dividida.
Un combate con Jorge Masvidal, programado por primera vez bajo la bandera de Strikeforce en 2012 antes de ser desechado, se esperaba que tuviera lugar el 27 de septiembre de 2014 en UFC 178. Sin embargo, el 14 de agosto, la UFC anunció que Green se enfrentaría ahora a Donald Cerrone en el evento. Tras el fichaje y la programación del ex campeón de peso ligero de Bellator MMA para enfrentarse a Cerrone en el evento, Green fue reprogramado para competir en una fecha posterior e indeterminada.
Green se enfrentó a Edson Barboza el 22 de noviembre de 2014 en UFC Fight Night: Edgar vs. Swanson. Green perdió el combate por decisión unánime.
Green fue brevemente vinculado a un combate con Jorge Masvidal el 4 de abril de 2015 en UFC Fight Night: Mendes vs. Lamas. Sin embargo, poco después de que la pelea fuera anunciada por la UFC, Green se retiró del combate alegando una lesión y fue sustituido por Benson Henderson.
Se esperaba que Green se enfrentara a Al Iaquinta el 15 de julio de 2015, en UFC Fight Night: Mir vs. Duffee. Sin embargo, Green se retiró del combate a mediados de junio alegando otra lesión.
Green se enfrentó a Dustin Poirier el 4 de junio de 2016 en UFC 199. Perdió el combate por nocaut en el primer asalto.
Se esperaba que Green se enfrentara a Josh Burkman el 1 de octubre de 2016 en UFC Fight Night: Lineker vs. Dodson. Sin embargo, Green se retiró del combate el 9 de septiembre alegando problemas personales y fue sustituido por el recién llegado a la promoción Zak Ottow.
Green se enfrentó a Rashid Magomedov el 15 de abril de 2017 en UFC on Fox: Johnson vs. Reis. Perdió el combate por decisión dividida.
Como última pelea de su contrato vigente, Green se enfrentó a Lando Vannata el 7 de octubre de 2017 en UFC 216. En el primer asalto, Vannata dio un rodillazo ilegal a la cabeza de Green, que estaba en el suelo, lo que hizo que el árbitro Herb Dean descontara un punto a Vannata. Los jueces dieron un empate dividido después de tres asaltos con una puntuación de 29-27-27-29 y 28-28. Esta pelea le valió el premio de Pelea de la Noche.
Green se enfrentó a Erik Koch el 27 de enero de 2018 en UFC on Fox: Jacaré vs. Brunson 2. Ganó el combate por decisión unánime.
Se esperaba que Green se enfrentara a Beneil Dariush el 3 de marzo de 2018 en UFC 222. Sin embargo, el 14 de febrero de 2018, se anunció que Green se vio obligado a retirarse del evento, alegando una lesión.
Se esperaba que Green se enfrentara a Clay Guida el 9 de junio de 2018 en UFC 225. Sin embargo, Green se vio obligado a abandonar el combate por una lesión y fue sustituido por Charles Oliveira.
Green se enfrentó a Drakkar Klose el 15 de diciembre de 2018 en UFC on Fox: Lee vs. Iaquinta 2. Perdió el combate por decisión unánime. Green anunció su retirada tras perder el combate.
Tras su breve retiro, Green volvió para enfrentarse a Francisco Trinaldo el 16 de noviembre de 2019 en UFC Fight Night: Błachowicz vs. Jacaré. Perdió el combate por decisión unánime.
Green se enfrentó a Clay Guida el 20 de junio de 2020 en UFC Fight Night: Blaydes vs. Volkov. Ganó el combate por decisión unánime.
La revancha con Lando Vannata tuvo lugar el 1 de agosto de 2020 en UFC Fight Night: Brunson vs. Shahbazyan. Ganó la pelea por decisión unánime. Esta pelea le valió el premio a la Pelea de la Noche.
Green se enfrentó a Alan Patrick, en sustitución de Rodrigo Vargas, el 12 de septiembre de 2020 en UFC Fight Night: Waterson vs. Hill. Ganó el combate por decisión unánime.
Green se enfrentó a Thiago Moisés el 31 de octubre de 2020 en UFC Fight Night: Hall vs. Silva. Perdió el combate por decisión unánime.
Se esperaba que Green se enfrentara a Jim Miller el 13 de febrero de 2021 en UFC 258. Sin embargo, el combate se canceló cuando Green se desmayó después del pesaje.
Green se enfrentó a Rafael Fiziev el 7 de agosto de 2021 en UFC 265. Perdió el combate por decisión unánime. Este combate le valió el premio a la Pelea de la Noche.
Greense enfrentó a Al Iaquinta el 6 de noviembre de 2021 en UFC 268. Ganó el combate por TKO en el primer asalto. Este combate le valió el premio a la Actuación de la Noche.

## Vida personal
Green tiene tres hijos.

## Campeonatos y logros

### Artes marciales mixtas
- Ultimate Fighting Championship
  - Sumisión de la Noche (una vez)
  - Actuación de la Noche (una vez) vs. Al Iaquinta[75]
  - Pelea de la Noche (tres veces) vs. Lando Vannata x2 y Rafael Fiziev[47][63][72]
- MMAjunkie.com
  - Lucha del Mes de agosto de 2020 vs. Lando Vannata[76]
- King of the Cage
  - Campeonato de Peso Ligero de KOTC (Una vez)
  - Campeonato de Peso Wélter Júnior de KOTC (una vez)
    - Una exitosa defensa del título
- Total Fight Alliance
  - Campeonato de peso ligero de TFA (una vez)
- Warriors Fighting Championship
  - Ganador del torneo de peso ligero de WFC 2008

### Lucha amateur
- California Interscholastic Federation
  - CIF All-State (2003, 2004)
  - CIF Premio al Espíritu Deportivo del Campeonato Estatal (2004)

## Récord en artes marciales mixtas
| Resultado     | Récord      | Oponente            | Método                                        | Evento                                          | Fecha                    | Ronda | Tiempo | Localización                  | Notas                                                                                             |
| ------------- | ----------- | ------------------- | --------------------------------------------- | ----------------------------------------------- | ------------------------ | ----- | ------ | ----------------------------- | ------------------------------------------------------------------------------------------------- |
| Derrota       | 32-16-1 (1) | Maurício Ruffy      | KO (Patada giratoria)                         | UFC 313                                         | 8 de marzo de 2025       | 1     | 2:07   | Las Vegas, Nevada             |                                                                                                   |
| Derrota       | 32-16-1 (1) | Paddy Pimblett      | Sumision (armbar)                             | UFC 304                                         | 27 de julio de 2024      | 1     | 3:22   | Manchester                    |                                                                                                   |
| Victoria      | 32-15-1 (1) | Jim Miller          | Decisión (unánime)                            | UFC 300                                         | 13 de abril de 2024      | 3     | 5:00   | Las Vegas, Nevada             |                                                                                                   |
| Derrota       | 31-15-1 (1) | Jalin Turner        | KO (golpes)                                   | UFC on ESPN: Dariush vs. Tsarukyan              | 2 de diciembre de 2023   | 1     | 2:49   | Austin, Texas                 |                                                                                                   |
| Victoria      | 31-14-1 (1) | Grant Dawson        | TKO (golpes)                                  | UFC Fight Night: Dawson vs. Green               | 8 de octubre de 2023     | 1     | 0:33   | Las Vegas, Nevada             | Actuación de la noche.                                                                            |
| Victoria      | 30-14-1 (1) | Tony Ferguson       | Sumisión técnica (estrangulamiento del brazo) | UFC 291                                         | 29 de julio de 2023      | 3     | 4:54   | Salt Lake City, Utah          |                                                                                                   |
| Sin resultado | 29-14-1 (1) | Jared Gordon        | Sin resultado (choque accidental de cabezas)  | UFC Fight Night: Pavlovich vs. Blaydes          | 22 de abril de 2023      | 1     | 4:35   | Las Vegas, Nevada             | Un choque accidental de cabezas provocó que Gordon quedara inconsciente.                          |
| Derrota       | 29-14-1     | Drew Dober          | KO (puñetazo)                                 | UFC Fight Night: Cannonier vs. Strickland       | 17 de diciembre de 2022  | 2     | 2:45   | Las Vegas, Nevada             | Pelea de la noche.                                                                                |
| Derrota       | 29-13-1     | Islam Makhachev     | TKO (golpes)                                  | UFC Fight Night: Makhachev vs. Green            | 26 de febrero de 2022    | 1     | 3:23   | Las Vegas, Nevada             |                                                                                                   |
| Victoria      | 29-12-1     | Nasrat Haqparast    | Decisión (unánime)                            | UFC 271                                         | 12 de febrero de 2022    | 3     | 5:00   | Houston                       |                                                                                                   |
| Victoria      | 28-12-1     | Al Iaquinta         | TKO (golpes)                                  | UFC 268                                         | 6 de noviembre de 2021   | 3     | 5:00   | Nueva York                    | Actuación de la Noche.                                                                            |
| Derrota       | 27-12-1     | Rafael Fiziev       | Decisión (unánime)                            | UFC 265                                         | 7 de agosto de 2021      | 3     | 5:00   | Houston, Texas                | Pelea de la Noche.                                                                                |
| Derrota       | 27-11-1     | Thiago Moisés       | Decisión (unánime)                            | UFC Fight Night: Hall vs. Silva                 | 31 de octubre de 2020    | 3     | 5:00   | Las Vegas, Nevada             |                                                                                                   |
| Victoria      | 27-10-1     | Alan Patrick        | Decisión (unánime)                            | UFC Fight Night: Waterson vs. Hill              | 12 de septiembre de 2020 | 3     | 5:00   | Las Vegas, Nevada             |                                                                                                   |
| Victoria      | 26-10-1     | Lando Vannata       | Decisión (unánime)                            | UFC Fight Night: Brunson vs. Shahbazyan         | 1 de agosto de 2020      | 3     | 5:00   | Las Vegas, Nevada             | Pelea de la Noche.                                                                                |
| Victoria      | 25-10-1     | Clay Guida          | Decisión (unánime)                            | UFC on ESPN: Blaydes vs. Volkov                 | 20 de junio de 2020      | 3     | 5:00   | Las Vegas, Nevada             |                                                                                                   |
| Derrota       | 24-10-1     | Francisco Trinaldo  | Decisión (unánime)                            | UFC Fight Night: Błachowicz vs. Jacaré          | 16 de noviembre de 2019  | 3     | 5:00   | São Paulo                     |                                                                                                   |
| Derrota       | 24-9-1      | Drakkar Klose       | Decisión (unánime)                            | UFC on Fox: Lee vs. Iaquinta 2                  | 15 de diciembre de 2018  | 3     | 5:00   | Milwaukee, Wisconsin          |                                                                                                   |
| Victoria      | 24-8-1      | Erik Koch           | Decisión (unánime)                            | UFC on Fox: Jacaré vs. Brunson 2                | 27 de enero de 2018      | 3     | 5:00   | Charlotte, Carolina del Norte |                                                                                                   |
| Empate        | 23-8-1      | Lando Vannata       | Empate (dividido)                             | UFC 216                                         | 7 de octubre de 2017     | 3     | 5:00   | Las Vegas, Nevada             | A Vannata se le descontó un punto en el primer asalto por un rodillazo ilegal. Pelea de la Noche. |
| Derrota       | 23-8        | Rashid Magomedov    | Decisión (dividida)                           | UFC on Fox: Johnson vs. Reis                    | 15 de abril de 2017      | 3     | 5:00   | Kansas City, Misuri           |                                                                                                   |
| Derrota       | 23-7        | Dustin Poirier      | KO (golpes)                                   | UFC 199                                         | 4 de junio de 2016       | 1     | 2:53   | Inglewood, California         |                                                                                                   |
| Derrota       | 23-6        | Edson Barboza       | Decisión (unánime)                            | UFC Fight Night: Edgar vs. Swanson              | 22 de noviembre de 2014  | 3     | 5:00   | Austin, Texas                 |                                                                                                   |
| Victoria      | 23-5        | Josh Thomson        | Decisión (dividida)                           | UFC on Fox: Lawler vs. Brown                    | 26 de julio de 2014      | 3     | 5:00   | San José, California          |                                                                                                   |
| Victoria      | 22-5        | Pat Healy           | Decisión (unánime)                            | UFC on Fox: Johnson vs. Benavidez 2             | 14 de diciembre de 2013  | 3     | 5:00   | Sacramento, California        |                                                                                                   |
| Victoria      | 21-5        | James Krause        | TKO (patada al cuerpo)                        | UFC: Fight for the Troops 3                     | 6 de noviembre de 2013   | 1     | 3:50   | Fort Campbell, Kentucky       |                                                                                                   |
| Victoria      | 20-5        | Jacob Volkmann      | Sumisión (estrangulamiento por detrás)        | UFC 156                                         | 2 de febrero de 2013     | 3     | 4:25   | Las Vegas, Nevada             | Sumisión de la Noche.                                                                             |
| Victoria      | 19-5        | Matt Ricehouse      | Decisión (unánime)                            | Strikeforce: Rousey vs. Kaufman                 | 18 de agosto de 2012     | 3     | 5:00   | San Diego, California         |                                                                                                   |
| Victoria      | 18-5        | James Terry         | Decisión (dividida)                           | Strikeforce: Barnett vs. Cormier                | 19 de mayo de 2012       | 3     | 5:00   | San José, California          |                                                                                                   |
| Victoria      | 17-5        | J.P. Reese          | Sumisión (estrangulamiento por detrás)        | Strikeforce Challengers: Britt vs. Sayers       | 18 de noviembre de 2011  | 3     | 2:25   | Las Vegas, Nevada             |                                                                                                   |
| Victoria      | 16-5        | Charon Spain        | Sumisión (estrangulamiento del brazo)         | Strikeforce Challengers: Larkin vs. Rossborough | 23 de septiembre de 2011 | 2     | 2:54   | Las Vegas, Nevada             |                                                                                                   |
| Derrota       | 15-5        | Gesias Cavalcante   | Decisión (dividida)                           | Strikeforce: Fedor vs. Henderson                | 30 de julio de 2011      | 3     | 5:00   | Hoffman Estates, Illinois     |                                                                                                   |
| Victoria      | 15-4        | Dom O'Grady         | Decisión (unánime)                            | KOTC: Moral Victory                             | 21 de abril de 2011      | 5     | 5:00   | Highland, California          | Ganó el Campeonato de Peso Ligero de KOTC.                                                        |
| Derrota       | 14-4        | Tim Means           | TKO (retiro)                                  | KOTC: Inferno                                   | 7 de octubre de 2010     | 2     | 5:00   | Highland, California          | Perdió el Campeonato de Peso Wélter Júnior de KOTC.                                               |
| Victoria      | 14-3        | Daron Cruickshank   | Sumisión (estrangulamiento por guillotina)    | KOTC: Imminent Danger                           | 13 de agosto de 2010     | 2     | 2:39   | Mescalero, Nuevo México       | Defendió el Campeonato de Peso Wélter Júnior de KOTC.                                             |
| Victoria      | 13-3        | Ricky Legere        | TKO (golpes)                                  | KOTC: Arrival                                   | 25 de febrero de 2010    | 1     | 4:27   | Highland, California          | Ganó el Campeonato de Peso Wélter Júnior de KOTC.                                                 |
| Victoria      | 12-3        | Charles Bennett     | KO (golpes)                                   | KOTC: Fight 4 Hope                              | 17 de diciembre de 2009  | 1     | 2:17   | Highland, California          |                                                                                                   |
| Derrota       | 11-3        | David Mitchell      | Sumisión (sujeción del dedo del pie)          | TPF 2: Brawl in the Hall                        | 3 de diciembre de 2009   | 1     | 0:54   | Lemoore, California           | Pelea de peso wélter.                                                                             |
| Victoria      | 11-2        | Sevak Magakian      | TKO (golpes)                                  | Respect in the Cage 2                           | 20 de noviembre de 2009  | 1     | 2:25   | Pomona, California            |                                                                                                   |
| Victoria      | 10-2        | Jeff Torch          | Sumisión (a golpes)                           | KOTC: Jolted                                    | 3 de octubre de 2009     | 1     | 1:29   | Laughlin, Nevada              |                                                                                                   |
| Victoria      | 9-2         | John Ulloa          | Sumisión (barra de brazo)                     | KOTC: Immortal                                  | 27 de febrero de 2009    | 1     | N/A    | San Bernardino, California    |                                                                                                   |
| Derrota       | 8-2         | Dan Lauzon          | Sumisión (estrangulamiento por detrás)        | Affliction: Day of Reckoning                    | 24 de enero de 2009      | 1     | 4:55   | Anaheim, California           |                                                                                                   |
| Victoria      | 8-1         | Toby Grear          | TKO (golpes)                                  | TFA 11: Pounding at the Pyramid                 | 12 de julio de 2008      | 2     | 3:25   | Long Beach, California        | Ganó el Campeonato de Peso Ligero de TFA.                                                         |
| Victoria      | 7-1         | Rafael Salomao      | TKO (golpes)                                  | Warriors Fighting Championship                  | 28 de junio de 2008      | 1     | 4:10   | Ciudad de México              | Ganó el torneo de peso ligero de WFC.                                                             |
| Victoria      | 6-1         | Israel Giron        | KO (golpes)                                   | Warriors Fighting Championship                  | 28 de junio de 2008      | 1     | 2:47   | Ciudad de México              | Semifinal del torneo de peso ligero de WFC.                                                       |
| Victoria      | 5-1         | Santiago Manzanares | Decisión (dividida)                           | Warriors Fighting Championship                  | 28 de junio de 2008      | 3     | 3:00   | Ciudad de México              | Cuartos de final del torneo de peso ligero de WFC.                                                |
| Victoria      | 4-1         | Raymond Ayala       | Sumisión (estrangulamiento)                   | Total Fighting Alliance 10                      | 22 de marzo de 2008      | 2     | 1:59   | Santa Mónica, California      | Regresó a peso ligero.                                                                            |
| Victoria      | 3-1         | Herman Terrado      | Sumisión (estrangulamiento por guillotina)    | COF 11: No Mercy                                | 8 de marzo de 2008       | 3     | 1:28   | Tijuana                       | Debut en peso wélter.                                                                             |
| Derrota       | 2-1         | Josh Gaskins        | Decisión (unánime)                            | Valor Fighting: Fight Night                     | 7 de marzo de 2008       | 3     | 3:00   | Tustin, California            |                                                                                                   |
| Victoria      | 2-0         | Henry Briones       | Sumisión (estrangulamiento por guillotina)    | UCM 5 - Deadly Zone                             | 23 de febrero de 2008    | 1     | 0:48   | Tijuana                       |                                                                                                   |
| Victoria      | 1-0         | Neal Abrams         | KO (puñetazos)                                | Total Fighting Alliance 9                       | 19 de enero de 2008      | 3     | 1:12   | Santa Mónica, California      |                                                                                                   |